# Samotnik
Samotnik (Синґл) — синґл білоруського гурту «N.R.M.», виданий 2000 року як компенсація для шанувальників гурту у зв'язку з пізнішим від запланованого виходу альбому «Try čarapachi». На диску було видано три композиції: Try čarapachi, Čystaja-śvietłaja та Maja mentalnaść, а ще кілька бонусів.

## Композиції
1. Try čarapachi
2. Čystaja-śvietłaja
3. Maja mentalnaść

### Бонуси
- NajNajNaj
- Maja mentalnaść (Radio MIX)
- Čystaja-śvietłaja (відеокліп)

## Склад
- Лявон Вольський: спів, гітара, губна гармоніка
- Піт Павлов: гітара, вокал
- Юрась Левков: бас-гітара
- Олег Демидович: барабани